# The Haunted Palace
The Haunted Palace is een Amerikaanse horrorfilm uit 1963 onder regie van Roger Corman. Het scenario is gebaseerd op de novelle De zaak van Charles Dexter Ward (1927) van de Amerikaanse auteur H.P. Lovecraft. De titel van de film is ontleend aan het gelijknamige gedicht van de Amerikaanse auteur Edgar Allan Poe.

## Verhaal
Wanneer de magiër Joseph Curwen door de dorpelingen van Arkham op de brandstapel wordt gezet, spreekt hij een vloek over hen uit. Meer dan honderd jaar na zijn dood neemt Charles Dexter Ward zijn intrek in het paleis van Curwen. Hij raakt bezeten door de geest van de overleden magiër.

## Rolverdeling
| Acteur             | Personage                           |
| ------------------ | ----------------------------------- |
| Vincent Price      | Charles Dexter Ward / Joseph Curwen |
| Debra Paget        | Ann Ward                            |
| Lon Chaney jr.     | Simon Orne                          |
| Frank Maxwell      | Dr. Marinus Willet / Priam Willet   |
| Leo Gordon         | Edgar Weeden / Ezra Weeden          |
| Elisha Cook jr.    | Peter Smith / Micah Smith           |
| John Dierkes       | Benjamin West / Jacob West          |
| Milton Parsons     | Jabez Hutchinson                    |
| Cathie Merchant    | Hester Tillinghast                  |
| Guy Wilkerson      | Gideon Leach / Mijnheer Leach       |
| I. Stanford Jolley | Carmody                             |
| Harry Ellerbe      | Priester                            |
| Barboura Morris    | Mevrouw Weeden                      |
| Darlene Lucht      | Juffrouw Fitch                      |
| Bruno VeSota       | Bruno                               |